# Roma (vzducholoď)
Roma (původní označení T-34 ) byla italská poloztužená vzducholoď. V roce 1921 byla od italské vlády za 200 000 dolarů zakoupena Spojenými státy. Sloužila v americké armádě až do 21. února 1922, kdy havarovala v Norfolku ve Virginii. Při katastrofě zahynulo 34 lidí. Jednalo se o poslední vodíkem plněnou vzducholoď v USA; všechny následující byly plněné héliem.

## Vývoj
Roma byla navržena Celestinem Usuellim ve spolupráci s Eugeniem Prassonem, Umbertem Nobilem a Gaetanem Arturem Croccem.  Byl to první projekt vojenské továrny Stabilimento di Costruzioni Aeronautiche. Jednalo se o největší poloztuženou vzducholoď na světě.
Konstrukční novinkou vzducholodi byl její vnější kýl trojúhelníkového průřezu. Jeho kloubově spojené části umožňovaly vysokou pružnost. V kýlu byly kabina pro osádku a prostory pro cestující. Šest motorů Ansaldo o výkonu 400 k bylo zavěšeno na jeho bocích.

## Operační nasazení
V září 1920 byl proveden první zkušební let. Bylo uvažováno o nasazení vzducholodi na transatlantické poštovní lety. Po zakoupení Američany v březnu 1921 Roma provedla let z Říma do Neapole a zpět s americkým velvyslancem na palubě.
Po převozu do USA byly na vzducholodi provedeny změny, např. italské motory byly nahrazeny americkými Liberty L-12. Poprvé vzlétla dne 15. listopadu 1921 s menšími problémy. V USA byla zpočátku plněna vodíkem, několik letů bylo podniknuto s héliovou náplní. Hélia byl v této době nedostatek, takže bylo přečerpáno do menších vzducholodí a nahrazeno opět vodíkem.

## Katastrofa

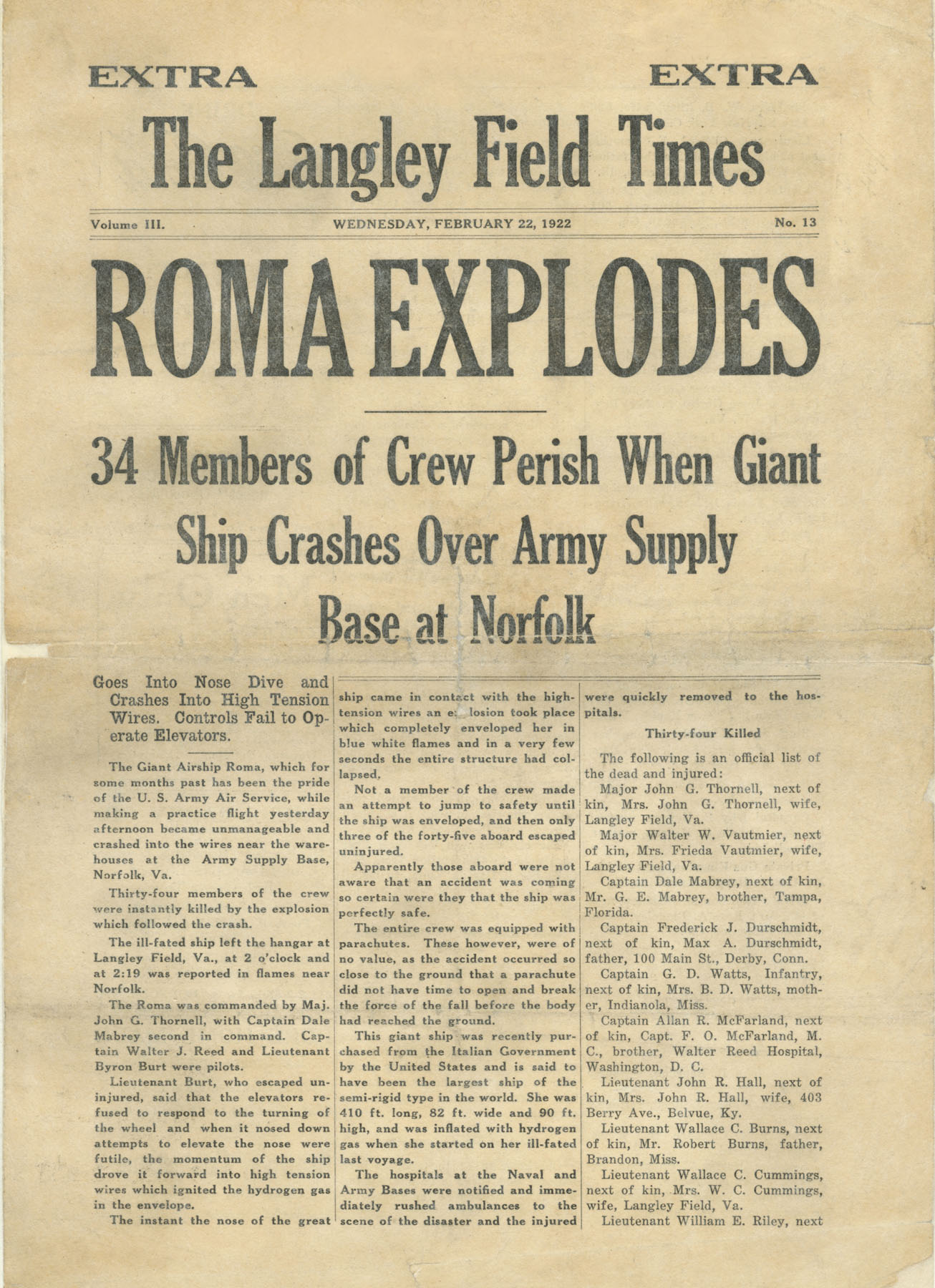
Článek o katastrofě vzducholodi

Roma se zřítila v Norfolku ve Virginii během zkušebního letu 21. února 1922. Katastrofa byla pravděpodobně způsobena selháním kormidla.  Vzducholoď narazila do vedení vysokého napětí, mezi vedením a kovovou konstrukcí vzducholodi došlo k elektrickému výboji, který zapálil vodíkovou náplň. Celkem 34 lidí bylo zabito, osm zraněno a tři unikli nezraněni. Tato událost znamenala do té doby největší katastrofu v americkém letectví.

## Technické údaje
Zdroj:
- Délka: 125 m
- Průměr: 25 m
- Objem: 33 810 m³
- Prázdná hmotnost: 34 500 kg
- Užitečný náklad: 19 100 kg
- Pohonná jednotka: 6 × Liberty L-12, 300 kW (400 k) každý
- Maximální rychlost: 128 km/h